# Tragica missione
Tragica missione è un mediometraggio muto italiano del 1915 diretto e interpretato da Ugo Gracci.